# Seres Automobile

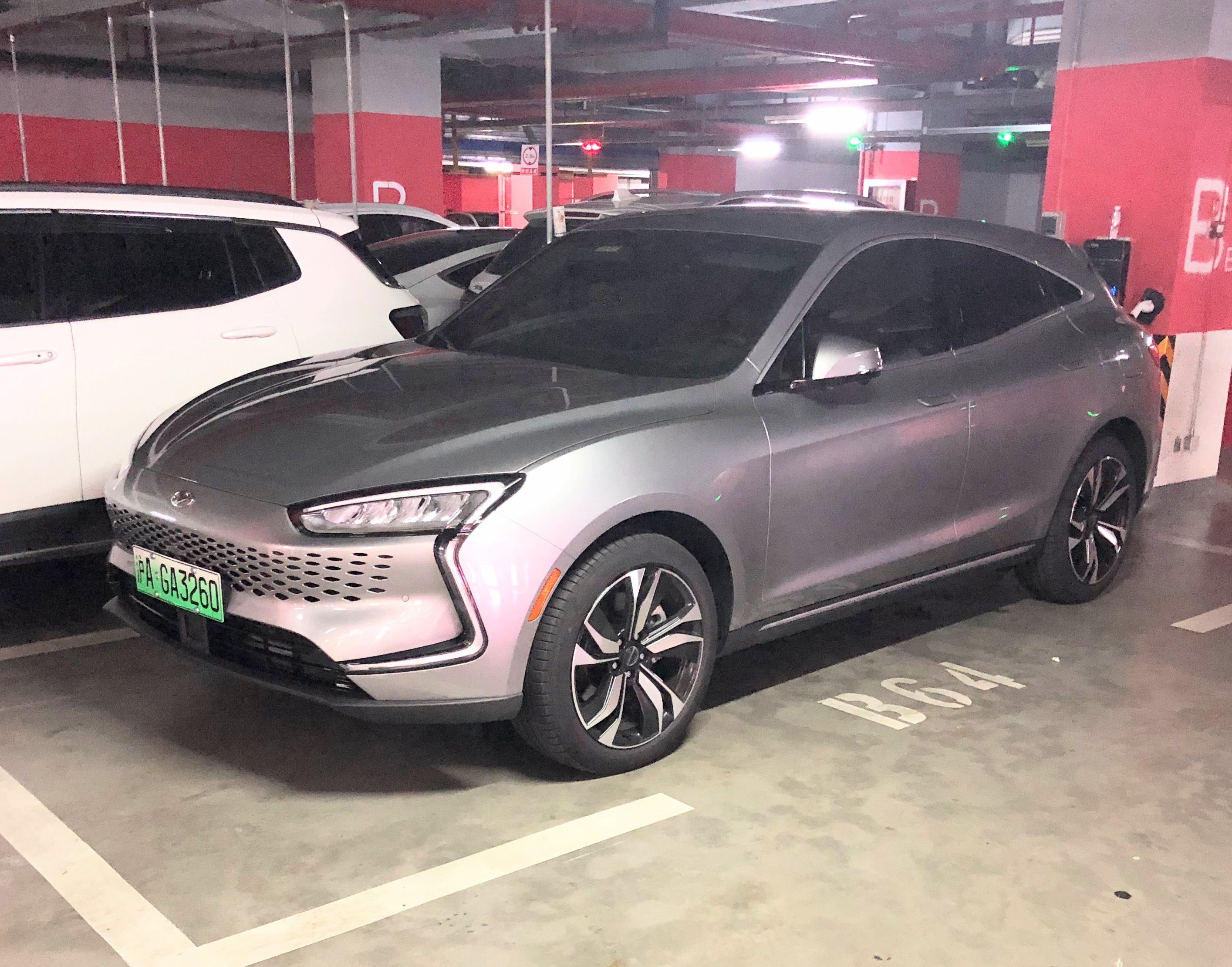
Seres SF5

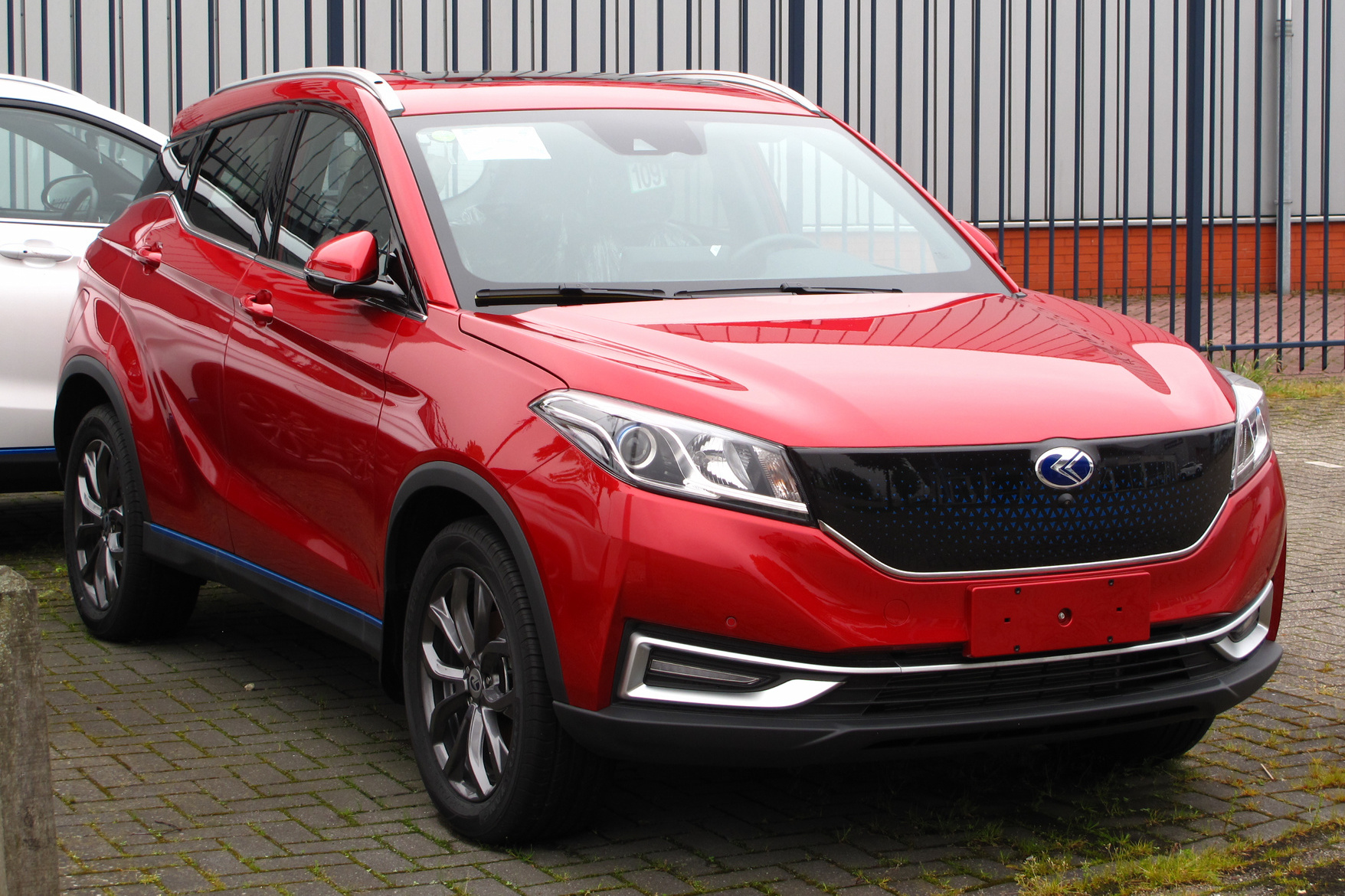
Seres 3 (2021)

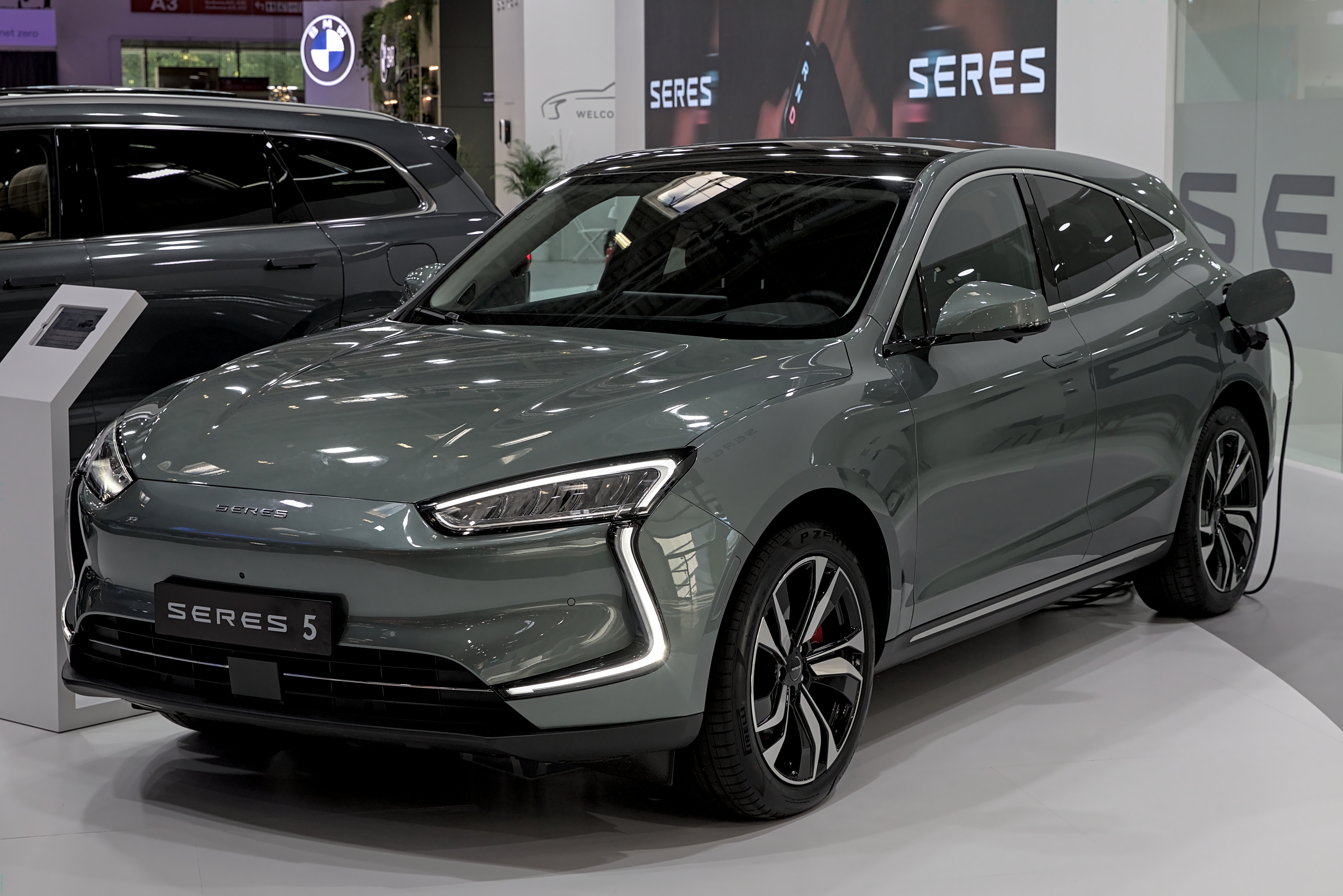
Seres 5

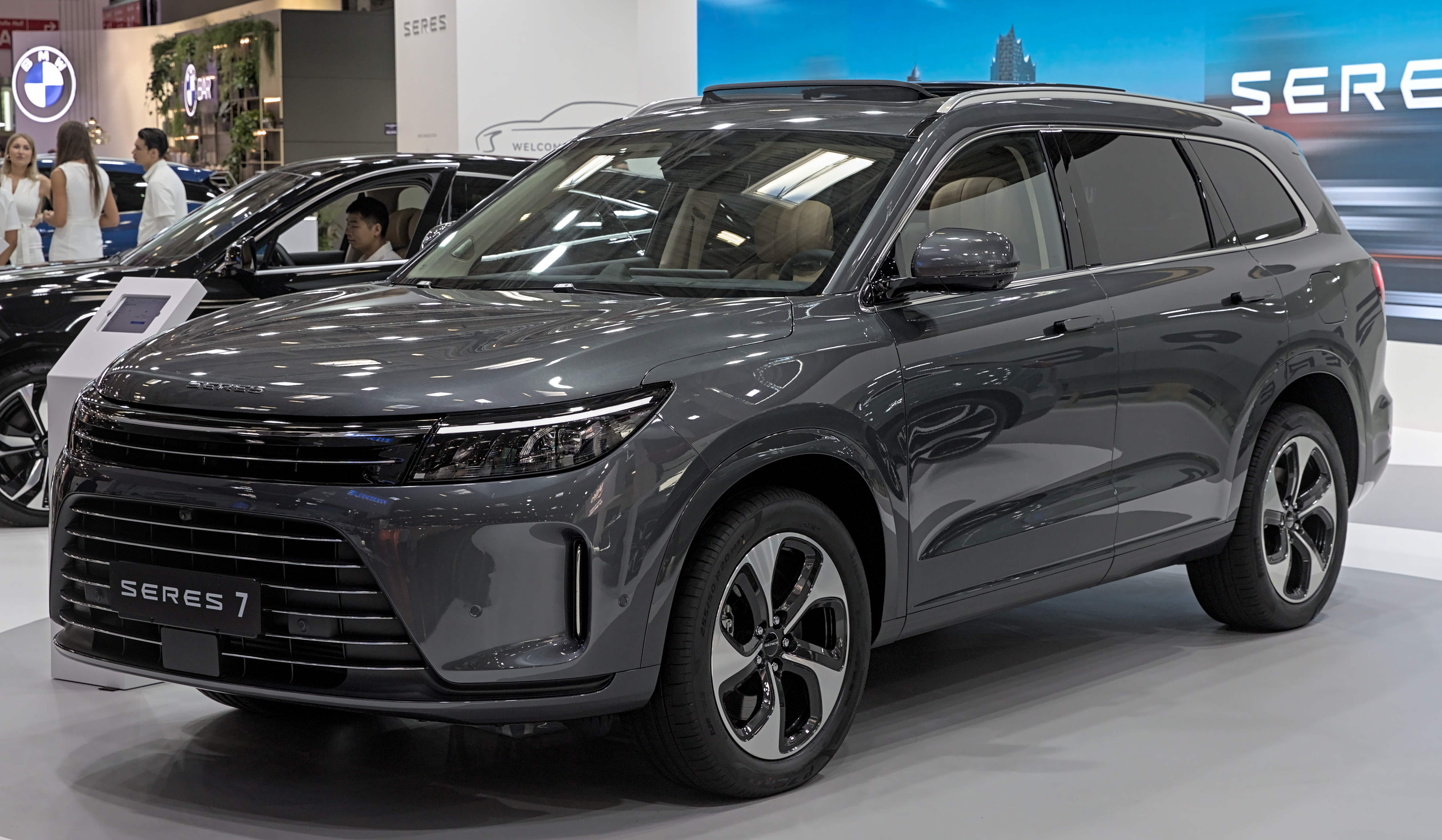
Seres 7

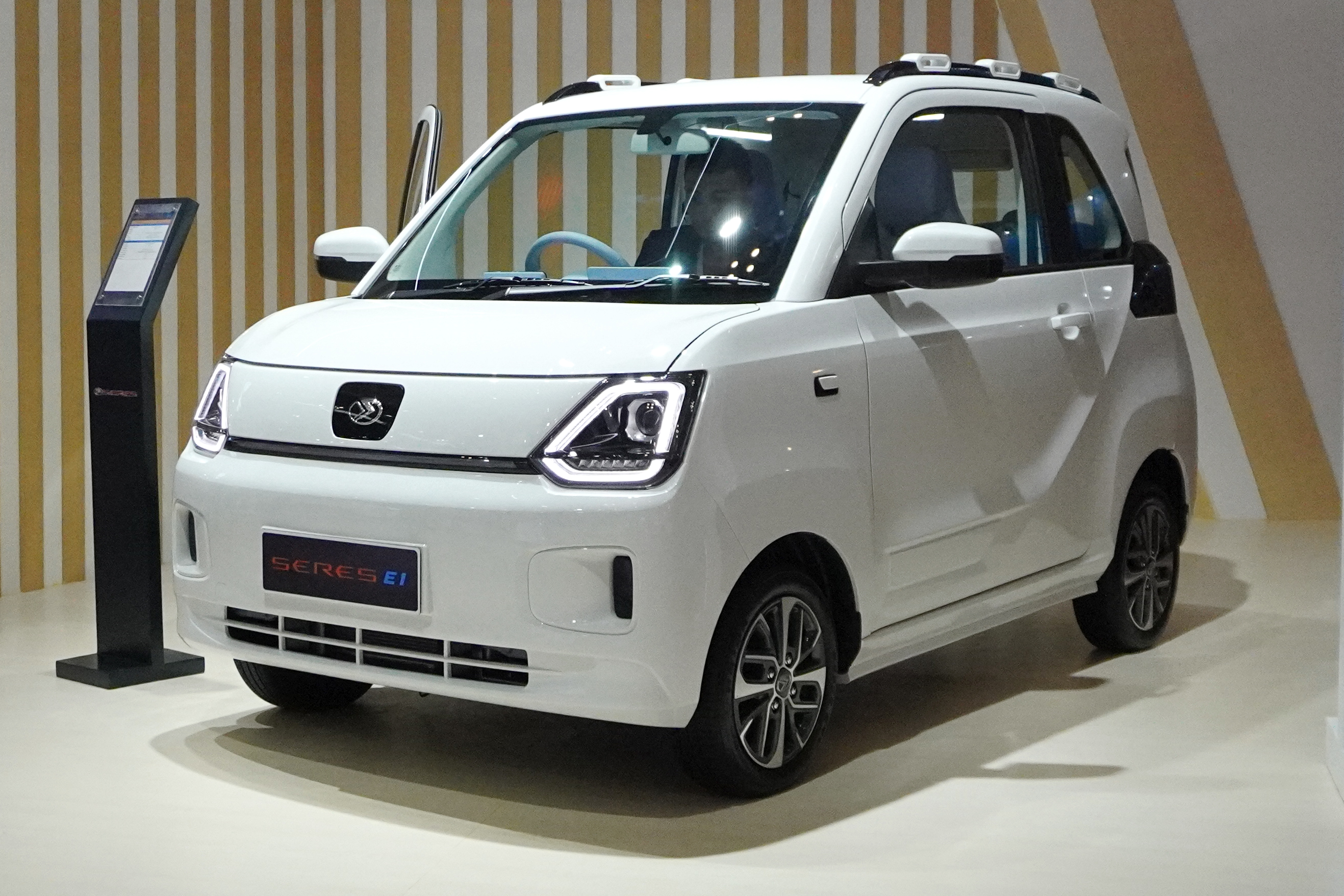
Seres E1

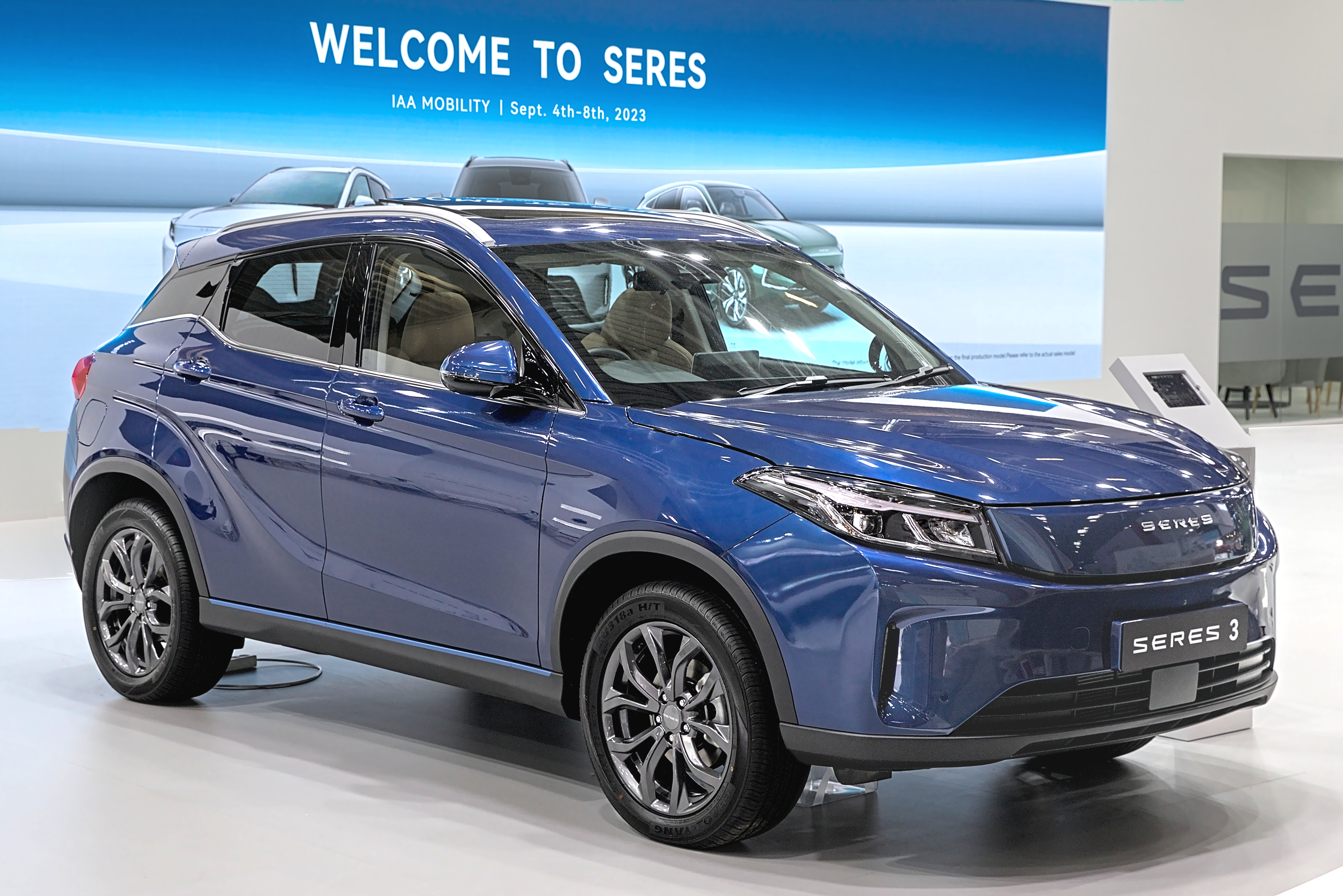
Seres 3 (2024)

Seres Automobile – amerykańsko-chiński producent elektrycznych samochodów, z siedzibą w Santa Clarze, działający od 2016 roku. Należy do chińskiego koncernu Seres Group.

## Historia

### SF Motors
W styczniu 2016 roku w kalifornijskim mieście Santa Clara założony został startup SF Motors, który powstał z inicjatywy chińskiego koncernu Sokon Group. Za cel obrano rozwój samochodów elektrycznych z myślą o obu macierzystych rynkach: Stanach Zjednoczonych i Chinach. Pod koniec 2016 roku do zespołu firmy dołączył były współzałożyciel Tesla Motors, Martin Eberhard. We wrześniu 2017 roku chiński rząd wydał zgodę na produkcję samochodów elektrycznych w tym kraju. W tym samym roku SF Motors rozwinęło także swoją obecność w Stanach Zjednoczonych, nawiązując współpracę z Uniwersytetemu w Michigan na polu technologii samochodów autonomicznych, a także nabywając dawną fabrykę AM General w Mishawaka jako jeden z dwóch przyszłych zakładów produkcji pojazdów przedsiębiorstwa.

### Seres
W marcu 2018 roku SF Motors przedstawiło swoje dwa pierwsze prototypy zapowiadające formułę przyszłej gamy produkcyjnych samochodów elektrycznych, SF6 oraz SF7. Rok później, w kwietniu 2019 roku startup ogłosił, że zmienia swoją nazwę na Seres, prezentując jednocześnie pierwszy seryjny samochód - crossovera Seres SF5. W lipcu tego samego roku Seres ogłosił zawieszenie planów debiutu na rynku amerykańskim, a także zwolnienie 90 pracowników w Stanach Zjednoczonych z powodu niezadowalających wyników finansowych chińskiego oddziału startupu.
W kwietniu 2021 roku Seres przedstawił wynik współpracy z chińskim gigantem branży elektronicznej Huawei - zmodernizowany wariant modelu SF5. Partner odpowiedział za system inforozrywki i nagłośnienia, a także nowej generacji napęd hybrydowy. Dystrybucja pojazdu ruszyła w tym samym miesiącu w wybranych salonach sprzedaży Huawei w Chinach. Już w 2022 roku samochód całkowicie zniknął z chińskiego rynku, po zmianach w stylizacji trafiając do dalszej sprzedaży pod nową marką Aito jako Aito M5. Równolegle, pod nową nazwą Seres 5 pojazd pozostał w produkcji pod macierzystą marką, będąc odtąd produktem eksportowym na wybranych rynkach globalnych. 

### Eksport
Pierwszym regionem poza Chinami, gdzie trafiły do sprzedaży samochody marki Seres, była Europa, jednak początkowo odbywało się to wyłącznie z inicjatywy prywatnych, niezależnych przedsiębiorstw. W grudniu 2020 roku niderlandzkie przedsiębiorstwo Green Mobility Group Europe rozpoczęło oficjalną dystrybucję i sprzedaż marki Seres na pierwszym rynku eksportowym, w Holandii. Pojazdem, jaki utworzył tutejszą ofertę, został jednocześnie drugi seryjny model marki - miejski elektryczny crossover Seres 3 będący bliźniaczą konstrukcją wobec oferowanego w Chinach modelu Dongfeng Fengon E3. Tuż po debiucie na rynku holenderskim, zasięg rynkowy modelu Seres 3 został poszerzony także o sąsiedni rynek niemiecki. Na tym rynku jego dystrybucją zajęło się lokalne przedsiębiorstwo INDIMO Automotive GmbH. We wrześniu 2021, za sprawą międzynarodowego przedsiębiorstwa Busnex, Seres 3 trafił do sprzedaży także w Polsce. 
Niespełna 3 lata po uruchomieniu sprzedaży pierwszych Seresów na eksport, w drugiej połowie 2023 roku firma oficjalnie rozpoczęła działalność jako autoryzowany dystrybutor swoich pojazdów początkowo w trzech dużych regionach. We wrześniu podczas IAA Mobility 2023 odbyła się europejska premiera Seresa, kiedy to poza dotychczas znanym "3" w zmodernizowanej formie zaprezentowano także większego "5" i "7". W październiku Seres rozpoczął działalność w Brazylii, z kolei w międzyczasie firma uruchomiła dystrybucję także w Indonezji, prezentując tam kolejny model - elektryczny mikrosamochód E1, zapożyczony z chińskiej gamy siostrzanej marki Fengon. W kwietniu 2024 Seres rozpoczął oficjalną dystrybucję na rynku rosyjskim, z dwoma modelami w gamie - M5 i M7.

## Modele samochodów

### Obecnie produkowane

#### Mikrosamochody
- E1

#### Crossovery i SUV-y
- 3
- 5
- 7

### Historyczne
- SF5 (2019–2022)

### Studyjne
- Seres SF6 Concept (2018)
- Seres SF7 Concept (2018)